# 2025년 일본
2025년 일본에서 일어난 사건들이다.

## 집권자
- 천황: 나루히토
- 내각총리대신: 이시바 시게루 (자유민주당)

## 예술 및 엔터테인먼트
- 2025년 애니메이션
- 2025년 일본 음악
- 2025년 일본 텔레비전
- 2025년 일본 박스오피스 1위 영화 목록
- 2025년 일본 영화 목록

## 사건

### 1월
- 1월 3일 – 조 바이든 미국 대통령이 일본제철의 US 스틸 인수 제안을 막았다.[1]
- 1월 10일 – 마치다시에 있는 호세이 대학 다마 캠퍼스 내에서 망치 공격으로 학생 8명이 부상당했다. 22세 한국인 남성이 체포되었다.[2]
- 1월 13일 – 미야자키현에 규모 6.6의 지진이 발생하여 3명이 부상당했다.[3]
- 1월 22일 – 나가노역 밖에서 칼부림 사건으로 1명이 사망하고 2명이 부상당했다.[4]
- 1월 27일 – 고이치 미나토와 가노 슈지가 후지 TV의 사장과 회장직에서 각각 사임했는데, 방송인 나카이 마사히로와 관련된 성추문 처리 비판 때문이었다.[5]
- 1월 28일 – 야시오시의 도로 교차로에 돌리네가 생겨 노인이 운전하던 트럭이 빨려 들어갔고, 노인의 시신은 5월 2일 수습되었다.[6]
- 1월 29일 – 일본은 2024년 여성의 여황제 즉위를 허용하도록 일본 황위 계승법 개정을 요구하는 보고서를 발표한 유엔 여성차별철폐위원회에 대한 자금 지원을 중단했다.[7]

### 2월
- 2월 3일 – 전 국회의원 시이키 타모쓰가 2024년 8월 도쿄도의 노래방에서 미성년 소녀를 강간한 혐의로 징역 5년에 집행유예를 선고받았다.[8]
- 2월 17일 – 탈레반이 2021년 아프가니스탄에서 집권한 이후 처음으로 일본에 외교 방문을 했다.[9]
- 2월 19일 – 기무라 류지가 2023년 기시다 후미오 습격 사건으로 유죄 판결을 받고 징역 10년을 선고받았다.[10]
- 2월 21일 – 내각은 도시 지역에서 발견된 곰을 사냥꾼의 재량에 따라 총으로 쏘는 것을 허용하는 법안을 승인했는데, 이는 인간과의 접촉 및 공격이 증가했기 때문이다.[11]
- 2월 26일 – 이와테현에서 오후나토시 산불이 발생했다. 일본 소방청은 80채 이상의 가옥이 파괴된 것으로 추정했다.[12]
- 2월 27일 – 오후나토시 산불 대피 구역 내 도로에서 한 남성의 시신이 경찰에 의해 발견되었다.[13]
- 2월 28일 – 오후나토시 산불은 1,200 ha (3,000 ac) 이상으로 확산되어 일본에서 기록상 가장 큰 산불이 되었다.[14]

### 3월
- 3월 3일 – 이시바 총리가 자민당 의원 15명에게 10만 엔 상당의 상품권을 지급해 비판을 받았다.[15] 이시바 총리는 정치법 위반 혐의를 부인했다.[16]
- 3월 4일 –
  - 오후나토시 산불은 2,600 ha (6,400 ac)에 달했으며, 14개 현에서 2,000명 이상의 소방관이 진화 작업에 참여했다.[12]
  - 이와사와 유지가 국제사법재판소 소장으로 선출되었다.[17]
- 3월 6일 – 도호쿠 신칸센에서 하야부사와 고마치 열차의 분리 사고가 발생하여 아키타 및 야마가타 신칸센 노선의 일주일간 운행이 중단되었다.[18]
- 3월 7일 – 나고야 고등법원은 일본 내 동성결혼 불인정이 위헌적이고 차별적이라고 판결했다.[19]
- 3월 12일 – 경찰이 아이치현에서 성폭행 및 아동 포르노 혐의로 여러 남성을 체포했다.[20]
- 3월 14일 –
  - 함께 만드는 당 대표 다치바나 다카시가 도쿄 일본 경제산업성 앞에서 연설 중 칼에 찔려 부상당했다. 다치바나를 살해할 의도였다고 자백한 공격자는 현장에서 체포되었다.[21]
  - 경찰은 도쿄 길거리 라이브 스트리밍 도중 유튜버 사토 아이리를 칼로 살해한 혐의로 다카노 겐지를 체포했다.[22]
- 3월 17일 –
  - 벨라루스에 거주하는 일본인 남성이 민스크 법원에서 일본 정보기관을 위해 스파이 활동을 한 혐의로 징역 7년을 선고받았다.[23]
  - 시즈오카현 하마오카 원자력 발전소 2호기 해체가 시작되었는데, 이는 일본에서 처음으로 시도되는 작업이다.[24]
- 3월 23일 – 오카야마현과 에히메현에서 산불이 발생하여 3,000명이 대피했다.[25]
- 3월 25일 –
  - 도쿄 지방법원은 일본 내 세계평화통일가정연합의 종교 단체 법적 지위를 취소하고, 단체에 자산 청산을 명령했다.[26]
  - 오사카 고등법원은 일본 내 동성결혼 불인정이 위헌적이고 차별적이라고 판결했다.[27]
- 3월 26일 – 교토 대학 고등연구원 (동음이의)의 가시와라 마사키 교수가 대수 해석학 분야에 기여한 공로로 일본인 최초로 아벨상을 수상했다.[28]
- 3월 27일 – 전 국회의원 히로세 메구미가 일을 하지 않은 비서의 급여를 청구하여 공금 350만 엔(약 2만3천 달러)을 횡령한 혐의로 징역 2.5년에 집행유예를 선고받았다.[29]
- 3월 31일 – 스키야 규동 체인이 음식에서 해충 오염이 밝혀지면서 전국적으로 일주일간 매장을 폐쇄하여 청소했다.[30]

### 4월
- 4월 5일 – 도쿄 하치오지시 주오 자동차도에서 관광 버스 두 대가 충돌하여 47명이 부상당했다.[31]
- 4월 6일 – 나가사키현 해안에서 메디컬 헬리콥터가 추락하여 탑승자 6명 중 3명이 사망했다.[32]
- 4월 7일 –
  - 나루히토 천황과 마사코 황후가 이오지마 전투 80주년을 기념하여 이오섬을 방문했다. 이는 1994년 이후 일본 군주로서는 처음으로 이 섬을 방문한 것이다.[33]
  - 아오야마 신지가 "부적절한 행위 혐의"로 혼다 전무이사직에서 사임했다.[34]
- 4월 8일 – 배우 히로스에 료코가 전날 밤 가케가와시 신토메이 고속도로에서 차량 충돌 사고 후 시마다시 병원으로 이송된 뒤 간호사를 폭행하고 상해를 입힌 혐의로 체포되었다.[35][36]
- 4월 13일 – 10월 13일 – 오사카시에서 2025년 세계 박람회가 개최되었다.[37]
- 4월 15일 –
  - 와카야마현의 기시모토 슈헤이 지사가 전날 지사 관저에서 의식을 잃은 채 발견된 뒤 와카야마시의 병원에서 패혈증 쇼크로 사망했다.[38] 그는 2018년에 사망한 오키나와현의 당시 지사 오나가 다케시에 이어 재임 중 사망한 첫 현 지사이다.[39]
  - 일본 공정거래위원회는 구글이 국내 독점 금지법을 위반하여 안드로이드 스마트폰 제조업체에 자사 앱을 사전 설치하도록 강요한 것에 대해 정지 명령을 내렸다.[40]
- 4월 18일 – 나가노현에 규모 5.2의 지진이 발생하여 1명이 부상당했다.[41]
- 4월 26일 – 도치기현 나스시오바라시의 도호쿠 자동차도에서 11대의 차량이 연루된 충돌 사고로 3명이 사망하고 10명이 부상당했다.[42]

### 5월
- 5월 1일 –
  - 오사카시에서 차량 돌진 공격으로 어린이 7명이 부상당했다. 운전자가 체포되었다.[43]
  - 일본 궁내청은 2023년부터 2025년까지 궁내청 직원으로 일하면서 360만 엔을 훔친 직원을 해고한다고 발표했다.[44]
- 5월 7일 – 도쿄도 도다이마에역에서 칼부림 공격으로 2명이 부상당했다. 가해자가 체포되었다.[45]
- 5월 8일 – 다치카와시의 초등학교 내에서 남성 두 명이 공격을 가해 교사 5명이 부상당했다.[46]
- 5월 14일 – 항공자위대의 가와사키 T-4 훈련기가 이누야마시의 이루카 호에 추락하여 승무원 2명이 사망했다.[47][48]
- 5월 21일 – 에토 다쿠 농림수산대신이 "쌀을 사본 적이 없고 지지자들로부터 받는다"고 발언하여 높은 쌀값 속에 비판을 받으며 사임했다.[49]
- 5월 23일 – 지바현의 한 쇼핑몰에서 페퍼 스프레이 공격으로 42명이 부상당했다. 용의자가 체포되었다.[50]
- 5월 27일 – 에도가와구의 건설 현장에서 가스 폭발로 추정되는 사고가 연이어 발생하여 10명이 부상당했다.[51]

### 6월
- 6월 6일 –
  - 도쿄에 본사를 둔 민간 우주 비행 회사 아이스페이스는 달 탐사 임무 중 하쿠토-R 미션 2 달 착륙선과 통신이 끊긴 후 임무 실패를 발표했다.[52]
  - 시미즈 이치요가 일본 쇼기 연맹의 첫 여성 회장으로 선출되었다.[53]
- 6월 9일 – 오키나와현 가데나 공군기지의 불발탄 저장 시설에서 폭발이 발생하여 자위대 병사 4명이 부상당했다.[54]
- 6월 10일 – 일본은 스이타에서 열린 2026년 FIFA 월드컵 예선에서 인도네시아를 6-0으로 꺾고 2026년 FIFA 월드컵 본선에 진출했다.[55]
- 6월 21일 – 가고시마현의 도카라 열도에서 군발지진이 발생하여 7월 2일까지 규모 5.5의 가장 강력한 지진을 포함하여 900회 이상의 진동이 기록되었다.[56]
- 6월 22일 –
  - 규슈의 신모에봉 화산이 2018년 이후 처음으로 분출하여 일본 기상청이 경보 수준을 2단계로 상향했다.[57]
  - 2025년 도쿄도의회 의원 선거
- 6월 24일 – 미 해병대원이 2024년 오키나와현 요미탄촌에서 여성을 성폭행한 혐의로 나하 지방법원에서 유죄 판결을 받고 징역 7년을 선고받았다.[58]
- 6월 26일 – 하시모토 세이코가 일본 올림픽 위원회의 첫 여성 회장으로 선출되었다.[59]
- 6월 27일 – 2017년 자마시에서 사람들을 유인하여 살해한 혐의로 "트위터 살인마"라는 별명이 붙은 연쇄 살인범 시라이시 다카히로가 2022년 이후 일본에서 처음으로 사형을 집행당했다.[60]
- 6월 30일 – 중국은 2023년 후쿠시마 제1 원자력 발전소에서 태평양으로 방사능 오염수를 방류한 것에 대한 대응으로 일본산 해산물 수입 금지를 해제했다.[61]

### 7월
- 7월 3일 – 오타니 아키라가 영국 기반의 대거상에서 "The Night of Baba Yaga"로 최우수 번역 범죄 소설 부문을 수상하며 일본인 최초로 수상자가 되었다.[62]
- 7월 6일 – 하마마쓰시의 한 술집에서 칼부림 공격으로 2명이 사망했다. 용의자가 체포되었다.[63]
- 7월 7일 – 국제 비즈니스 커뮤니케이션 연구소는 2023년부터 2025년까지 일본에서 치러진 국제 영어 능력 시험 응시자 803명의 부정 행위로 인해 시험 결과를 무효화했다.[64]
- 7월 12일 –
  - 홋카이도는 후쿠시마정에서 곰의 공격으로 추정되는 남성 사망 사건 이후 처음으로 불곰에 대한 최고 수준의 경보를 발령했다.[65]
  - 대만 기업 TiSPACE는 VP01 로켓이 홋카이도 스페이스포트에서 이륙 직후 추락하면서 일본의 첫 해외 로켓 발사 완료에 실패했다.[66]
- 7월 15일 –
  - 태풍 나리는 2016년 이후 처음으로 홋카이도에 상륙한 열대성 저기압이 되었다.[67]
  - 구루메시에서 철거 중이던 건물이 붕괴되어 작업자 2명이 사망했다.[68]
  - 일본이 용인에서 열린 결승전에서 대한민국을 1-0으로 꺾고 2025년 EAFF E-1 풋볼 챔피언십에서 우승했다.[69]
- 7월 20일 – 제27회 일본 참의원 의원 통상선거: 집권 자유민주당–공명당 연립 정권이 참의원에서 과반수를 잃었다.[70]

## 스포츠
- 9월 13일–21일 – 2025년 세계 육상 선수권 대회가 도쿄도에서 개최된다.
- 4월 6일 – 2025년 포뮬러 원 시즌이 2025년 일본 그랑프리에서 개최된다.
- 5월 17일–18일 – 2024–25년 포뮬러 E 월드 챔피언십이 2025년 도쿄 ePrix에서 개최된다.
- 9월 28일 – 2025년 MotoGP 월드 챔피언십이 2025년 일본 모터사이클 그랑프리에서 개최된다.
- 2025년 일본 F4 챔피언십
- 2025년 슈퍼 포뮬러 챔피언십
- 2025년 슈퍼 포뮬러 라이츠
- 2025년 슈퍼 GT 시리즈
- 2025년 일본 축구
- J1리그 2025
- 2025년 J2리그
- 2025년 J3리그
- 2025년 일본 풋볼 리그
- 2025년 일본 지역 리그
- 2025년 일본 슈퍼컵
- 2025년 천황배
- 2025년 J리그컵

## 사망

### 1월
- 1월 1일:
  - 나가노 하루, 프로 복싱 매니저 (1925년생)[71]
  - 다마키 세쓰코, 평화운동가, 전 히메유리 동창회 회장 (1926년생)[72]
- 1월 3일:
  - 하라 히로시, 건축가 (1936년생)[73]
  - 사와 유지, 정치인, 국회의원 (1948년생)[74]
- 1월 4일:
  - 리로, 해달 (2007년생)[75]
  - 쓰타니 마부치 가노코, 올림픽 다이빙 선수 (1938년생)[76]
- 1월 9일 - 마야 막스, 화가 (1961년생)[77]
- 1월 16일 - 우에다 쇼지, 촬영감독 (1938년생)[78]
- 1월 21일 - 스즈키 게이이치, 스피드스케이팅 선수 (1942년생)[79]
- 1월 25일 - 노나카 이쿠지로, 이론가 겸 학자 (1935년생)[80]
- 1월 26일 - 아키야마 가즈요시, 지휘자 (1941년생)[81]
- 1월 28일 - 모리나가 타쿠로, 경제학자 (1957년생)
- 1월 29일 - 시모조 아톰, 배우 (1946년생)

### 2월
- 2월 2일 - 코나가이 노부마사(일본어판), 만화 편집자 (1930년생)[82]
- 2월 3일 - 요시다 요시오, 야구 선수 (1933년생)
- 2월 16일 - 미야와키 오사무, 기업인, 애니메이션 피규어 제조사 카이요도 설립자 (1928년생)[83]
- 2월 28일
  - 니시무라 오사무, 프로 레슬러 (1971년생)[84]
  - 소노 아야코, 소설가 (1931년생)

### 3월
- 3월 1일 - 미노몬타, 텔레비전 진행자 (1944년생)[85]
- 3월 11일 - 이시다 아유미, 가수 겸 배우 (1948년생)
- 3월 18일 - 가와나미 요코, 성우 (1957년생)[86]
- 3월 25일 - 시노다 마사히로, 영화 감독 (1931년생)
- 3월 26일 - 다나부 마사미, 정치인 (1934년생)

### 4월
- 4월 15일 - 기시모토 슈헤이, 국회의원 (2009–2022) 및 와카야마현 지사 (2022년 이후) (1956년생)[87]
- 4월 18일
  - 야마구치 타카시, 배우 (1936년생)
  - 고야마 마사아키, 야구 선수 (1934년생)
- 4월 26일 - 하야시 오카기, 슈퍼센티네리언, 일본 최고령자 (1909년생)[88]

### 5월
- 5월 20일 - 곤도 미네, 슈퍼센티네리언, 일본 최고령자 (1910년생)[89]

### 6월
- 6월 3일 - 나가시마 시게오, 야구 선수 (1936년생)[90]
- 6월 11일 - 사이토 아유무, 배우 (1964년생)
- 6월 12일
  - 니시모토 기미코, 사진가 및 인터넷 유명인 (1928년생)[91]
  - 후지무라 시호, 배우 (1939년생)
- 6월 15일 - 마스이야마 다이시로 2세, 스모 선수 (1948년생)
- 6월 23일 - 야마자키 테루토모, 가라테 선수 (1947년생)

### 7월
- 7월 1일 - 사카노 아사히, 스키 점프 선수 (2005년생)
- 7월 3일 - 토노 나기코, 배우 (1979년생)
- 7월 5일 - 타마이 요시오, 아시나가 설립자 (1935년생)
- 7월 9일
  - 나이토 마사토시, 사진가 (1938년생)
  - 이즈미 마사코, 배우 겸 모험가 (1947년생)
- 7월 18일 - 오바라 히토미, 일본 레슬링 선수, 올림픽 챔피언 (2012) (1981년생)[92]

### 날짜 미상
- 이타가키 미즈키, 배우 (2000년생)

## 같이 보기

### 국가 개요
- 일본
- 일본의 역사
- 일본 개요
- 일본국 정부
- 일본의 정치
- 일본의 연도별 목록
- 일본의 역사 연표

### 현재 기간 관련 연표
- 2025
- 2020년대
- 2020년대 정치사